# Idaea dorycniata
Idaea dorycniata là một loài bướm đêm trong họ Geometridae.